# Call to Power II
Call to Power II è un videogioco strategico a turni per Microsoft Windows pubblicato da Activision nel 2000 come unico seguito di Civilization: Call to Power. Entrambi sono basati sulla struttura di gioco 4X tipica di Civilization, che ripercorre l'evoluzione di una nazione lungo tutta la storia.
A differenza del primo Call to Power, il gioco non poté più avere "Civilization" nel titolo perché è un marchio registrato sul quale la Activision non aveva più i diritti.
Le innovazioni rispetto al predecessore sono limitate, tanto che può sembrare più un aggiornamento che un gioco nuovo.

## Modalità di gioco
Call to Power II ripropone lo schema del precedente Civilization: Call to Power, ma con molte differenze. L'interfaccia fu completamente ridisegnata ed è l'aspetto che venne maggiormente rinnovato; la grafica venne migliorata, i menù razionalizzati, ma l'evoluzione storica rimase sostanzialmente la stessa.
Ci sono anche molte differenze nel sistema di gioco. Furono aumentate le dimensioni dell'esercito, alcuni aggiustamenti furono applicati per rimediare a problemi di "sbilanciamento" (ad es. le navi di linea vennero rese meno potenti), e il sistema economico fu rivisto cosicché il controllo di terreni con miglioramenti divenne più proficuo. Un'altra differenza è il fatto di poter ricevere dei bonus per aver compiuto certe azioni, come essere il primo a fare certe cose, riconquistare proprie città perdute, navigare intorno al mondo, ecc.
La diplomazia ha un ruolo più importante e permette più vari accordi disponibili durante la negoziazione. Il giocatore può, per esempio, chiedere alle civiltà controllate dall'IA di fermare la ricerca di alcune tecnologie, o di ridurre il loro arsenale nucleare.
La colonizzazione dello spazio è stata rimossa, insieme alla condizione di vittoria Progetto di vita aliena. È stata introdotta un'altra condizione di vittoria, che consiste nel possedere la maggior parte del territorio del pianeta calcolato con i sensori Gaia e la costruzione della meraviglia "Il satellite di Gaia".
Call to Power II dà ampio supporto per i mod. Una gran quantità di regole di gioco sono contenute nei file di testo, assieme a molti script dell'IA. Ha un linguaggio di script pienamente attestato chiamato SLIC, con una sintassi simile al linguaggio di programmazione C++, attraverso il quale molte cose del gioco possono essere modificate. Anche nuove caratteristiche di gioco furono incorporate attraverso i mod.

## Problemi
Dopo che fu distribuito, diventò evidente che il gioco aveva un gran numero di bug molto seri e di difetti. Per esempio, non c'era l'opzione di giocare per e-mail (play by mail), che era diventata popolare per i giocatori del primo Civilization: Call to Power. La modalità multiplayer convenzionale era anch'essa difettosa e poco utilizzabile.
Per rispondere a questi problemi, Activision distribuì una patch che aggiunse alcune nuove funzionalità al SLIC (vedi più giù) e rimediò ad alcuni dei bug più gravi, ma essa non rimediò ai problemi dell'intelligenza artificiale e non aggiunse neanche il supporto al play by mail. La convenzionale modalità multiplayer divenne più giocabile, sebbene alcuni bug che potevano essere utilizzati per imbrogliare rimasero.
Non molto dopo che la patch fu distribuita, Activision annunciò ufficialmente che non volevano più continuare con la serie di Call to Power e che non ci sarebbero state più nuove serie o patch in futuro. Il team di sviluppo che lavorò su CTP2 lasciò Activision.

## Distribuzione del codice sorgente
Dopo che Activision cessò di portare avanti Call to Power II, il sito di Apolyton Civilization divenne di fatto il luogo di sviluppo. I membri di questo sito contattarono Activision e chiesero loro di rendere disponibile il codice sorgente del programma. Dopo diversi mesi di negoziazioni, Activision accettò e il codice sorgente fu distribuito nell'ottobre 2003. Comunque, la licenza non è stata data come GPL e c'erano alcune limitazioni su come il codice sorgente si sarebbe dovuto utilizzare: per esempio, tutto ciò che veniva così creato non poteva avere un utilizzo commerciale.